# Type 212
Ne doit pas être confondu avec Unterseeboot 212.
Les sous-marins de type 212 sont une classe de sous-marins à propulsion anaérobie, développée par Howaldtswerke-Deutsche Werft AG (HDW) pour la marine allemande, utilisant des piles à combustible à membrane électrolyte polymère et, pour les dernières versions, des batteries lithium-ion.
En 2024, ces sous-marins ont été commandés par les marines italienne, allemande et norvégienne. Dix sont opérationnels en Italie et en Allemagne (version 212 A), deux sont en cours de construction en version 212 NFS par l'Italie (2 autres sont en option) et six sont prévus, en version 212 CD, pour l'Allemagne et la Norvège.

## Historique
En 2007, les Type 212 sont une des deux classes de sous-marins équipées de piles à combustible, l'autre étant le Projet 677, aussi appelée classe Lada, conçue par le bureau russe Rubin.
Le gouvernement allemand a commandé en 1998 une première série de quatre sous-marins de ce type. En raison des changements qui ont été effectués depuis, sa désignation est devenue Type 212A. Le consortium allemand les a construits aux chantiers de HDW et Thyssen Nordseewerke à Emden. Différentes sections des sous-marins ont été construites par les deux chantiers simultanément, puis la moitié de ces sections a été envoyée à l'autre chantier afin que chacun assemble deux sous-marins complets. En 2006, deux sous-marins améliorés ont été commandés, qui seront livrés en 2012 : leur longueur sera augmentée de 1,2 m pour inclure un nouveau mât de reconnaissance.
Le Salvadore Todaro et le Sciré, deux Type 212A construits par Fincantieri pour la marine italienne, sont mis en service respectivement en mars et mai 2006. Un accord de transfert de technologie signé en novembre 2008 permettra la construction par Fincantieri de 2 nouvelles unités pour une livraison prévue pour septembre 2015 et septembre 2016.
Trois sous-marins de classe Dolphin ont été construits pour la marine israélienne et sont de conception similaire, mais n'utilisent qu'une propulsion conventionnelle Diesel-électrique.
En 2009, un professeur au Naval War College recommande que l'US Navy se dote, en complément de ses SNA, de sous-marins anaérobies de classe Gotland ou de Type 212/214.
En octobre 2017, il est annoncé que, à la suite d'un accident survenu au U35 (de), et à une mauvaise politique de gestion des pièces de rechange, la Deutsche Marine ne disposait plus d’aucun Type 212 opérationnel.
Le chantier naval allemand ThyssenKrupp Marine Systems est sélectionné le 3 février 2017 pour la construction de quatre sous-marins U-212 NG (Next Generation) pour la marine royale norvégienne, le contrat devant être signé en 2019 pour une livraison vers 2025. L'Allemagne s'est engagée à acheter deux sous-marins de ce type.
Pour réduire les coûts d'achat et de possession, les marines norvégienne et allemande s'accordent pour faire converger au maximum leurs spécifications. Les sous-marins achetés par les deux marines deviennent alors les U-212 CD (Common Design). Il s'agit de navires beaucoup plus gros que les U-212 A, avec un déplacement en surface passant de 1 450  à   2 500 tonnes, puis 2 800 tonnes. Le contrat global s'élève à 5,5 milliards d'euros.
En février 2020, l'Italie porte à 4 le nombre de sous-marins additionnels, de type NFS (Near Future Submarine), une évolution du 212-A. Cette commande est destinée à remplacer, d'ici 2025, les quatre bâtiments de la classe Sauro, entrés en service entre 1987 et 1995. Par rapport 212-a, le NFS est équipé d'un plus grand nombre d'équipements technologiques italiens, notamment les équipements de guerre électronique, fournis par Elettronica (it). Il est légèrement plus gros, avec une propulsion plus puissante et une autonomie accrue, grâce à l'adoption de batteries lithium-ion (produites en Italie) et à la plus grande quantité de carburant transportée. L'armement, en plus des torpilles lourdes Black Shark, intègre des missiles dotés d'une capacité d'attaque terrestre (probablement le nouveau TESEO Mk2/E EVOLVED) et l'adoption de la version sous-marine du missile air-air IRIS-T est envisagée afin de lui donner des capacités anti hélicoptères.
La coque de l'U212 NFS est plus longue de 1,2 m et le déplacement en surface atteint environ 1 600 t. Le massif est de conception nouvelle. Il intègre 6 mâts non pénétrants, un périscope d'attaque optique pénétrant de nouvelle génération et dispose de l'espace pour un mât supplémentaire en option. Les batteries sont de type lithium-fer-phosphate. Une modernisation des systèmes informatiques permet de réduire l'équipage nécéssaire à 29 sous-mariniers. La commande de la première tranche de deux bateaux, de 1,35 milliard d'euros, attribuée par l'OCCAR à Fincantieri en février 2021, comprend également un centre de formation avec un accompagnement initial et une option pour 2 sous-marins supplémentaires.
En juin 2022, la marine italienne expose son projet de développer une nouvelle version du U212, le U212 NFS EVO (Evolved), qui concernait la construction de 2 nouveaux bâtiments remplaçant 2 des 4 sous-marins Sauro. Les améliorations concerneraient principalement l'introduction de capacités de missiles de frappe en profondeur, de véhicules sans pilote, de tubes lance-torpilles polyvalents, de batteries au lithium, etc. Ces capacités supplémentaires correspondraient à un déplacement augmenté de 2 000 t, soit 1 800 t.
En juin 2024, la Norvège porte sa commande à 6 sous-marins 212 CD, portant le montant de sa commande à plus de 5,5 Md€. Puis, en décembre 2024, l'Allemagne commande 4 sous-marins 212 CD supplémentaires, soit un total de 6 sous-marins commandés.
|                               | 212 A | 212 NFS                                                                                             | 212 CD                                                                     | 212 NFS EVO |
| ----------------------------- | ----- | --------------------------------------------------------------------------------------------------- | -------------------------------------------------------------------------- | ----------- |
| Pose quille du navire de tête | 1998  | 2022                                                                                                | 2023                                                                       | 2030 ?      |
| Longueur (m)                  | 56,0  | 57,2                                                                                                | env. 73                                                                    |             |
| Largeur (m)                   | 7,0   | | env. 10                                                                    |             |
| Hauteur (m)                   | 11,5  | | env. 13                                                                    |             |
| Déplacement en surface (t)    | 1 450 | env. 1 600                                                                                          | env. 2 800                                                                 | env. 1 800  |
| Armement                      |       | Torpille lourde Black Shark Missile d'auto-défense IRIS-T Missile d'attaque (TESEO Mk2/E Evolved ?) | Torpille lourde DM2A4 Missile d'auto-défense IDAS Missile d'attaque NSM 1A |             |

## Liste des sous-marins
| Pays                            | n° de coque | Nom                   | Quille posée      | Lancement        | Commission      | Chantier     | Port d’attache | Statut          |
| 212 A                           | 212 A       | 212 A                 | 212 A             | 212 A            | 212 A           | 212 A        | 212 A          | 212 A           |
| ------------------------------- | ----------- | --------------------- | ----------------- | ---------------- | --------------- | ------------ | -------------- | --------------- |
| Allemagne                       | S181        | U31 (de)              | 1er juillet 1998  | 20 mars 2002     | 19 octobre 2005 | HDW          | Eckernförde    | En service      |
| Italie                          | S526        | Salvatore Todaro (it) | 3 juillet 1999    | 6 novembre 2003  | 29 mars 2006    | Muggiano     | Tarente        | En service      |
| Allemagne                       | S182        | U32 (de)              | 11 juillet 2000   | Novembre 2003    | 19 octobre 2005 | Nordseewerke | Eckernförde    | En service      |
| Allemagne                       | S183        | U33 (de)              | 30 avril 2001     | Août 2004        | 13 juin 2006    | HDW          | Eckernförde    | En service      |
| Italie                          | S527        | Scirè (it)            | 27 mai 2000       | 18 décembre 2004 | 19 février 2007 | Muggiano     | Tarente        | En service      |
| Allemagne                       | S184        | U34 (de)              | Décembre 2001     | Mai 2005         | 3 mai 2007      | Nordseewerke | Eckernförde    | En service      |
| Allemagne                       | S185        | U35 (de)              | 21 août 2007      | 15 novembre 2011 | 23 mars 2015    | HDW          | Eckernförde    | En service      |
| Allemagne                       | S186        | U36 (de)              | 19 août 2008      | 6 février 2013   | 10 octobre 2016 | HDW          | Eckernförde    | En service      |
| Italie                          | S528        | Pietro Venuti (it)    | 9 décembre 2009   | 9 octobre 2014   | 6 juillet 2016  | Muggiano     | Tarente        | En service      |
| Italie                          | S529        | Romeo Romei (it)      | 29 septembre 2010 | 4 juillet 2015   | 11 mai 2017     | Muggiano     | Tarente        | En service      |
| 212 NFS (Near Future Submarine) |             |                       |                   |                  |                 |              |                |                 |
| Italie                          | S530        |                       | 11 janvier 2022   |                  | Prévu 2027      | Muggiano     |                | En construction |
| Italie                          | S531        |                       | 6 juin 2023       |                  | Prévu 2029      | Muggiano     |                | En construction |
| Italie                          | S532        |                       |                   |                  | Prévu 2032      | Muggiano     |                | En construction |
| Italie                          | S533        |                       |                   |                  |                 |              |                | Commandé        |
| 212 CD (Common Design)          |             |                       |                   |                  |                 |              |                |                 |
| Norvège                         |             |                       | 12 septembre 2023 |                  |                 |              |                | En construction |
| Norvège                         |             |                       |                   |                  |                 |              |                | Commandé        |
| Allemagne                       |             |                       |                   |                  |                 |              |                | Commandé        |
| Norvège                         |             |                       |                   |                  |                 |              |                | Commandé        |
| Allemagne                       |             |                       |                   |                  |                 |              |                | Commandé        |
| Norvège                         |             |                       |                   |                  |                 |              |                | Commandé        |
| 2 x Norvège 4 x Allemagne       |             |                       |                   |                  |                 |              |                | Commandé        |
|                                 |             |                       |                   |                  |                 |              |                | Commandé        |
|                                 |             |                       |                   |                  |                 |              |                | Commandé        |
|                                 |             |                       |                   |                  |                 |              |                | Commandé        |
|                                 |             |                       |                   |                  |                 |              |                | Commandé        |
|                                 |             |                       |                   |                  |                 |              |                | Commandé        |

## Caractéristiques générales

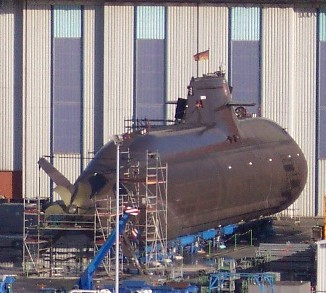
En cale sèche à HDW/Kiel

Ci-dessous les caractéristiques non incluses dans le paragraphe plus haut :
- Propulsion:
  - 1 moteur Diesel MTU 16V 396[12]
  - 9 piles à combustible HDW/Siemens, 30–40 kW chacune (U31)
  - 2 piles à combustible HDW/Siemens, 120 kW (U32, U33, U34)
  - 1 moteur électrique Siemens Permasyn de 1 700 kW, entraînant une hélice unique à sept pales.
- Armement:
  - 6 tubes de calibre 533 mm pour torpilles en 2 groupes de 3, à l'avant, et 13 torpilles.
  - 24 mines navales externes (optionnelles)
- Contremesures :
  - Système de défense anti-torpilles Tau, 4 lanceurs, 40 brouilleurs / leurres.
- Capteurs :
  - Ensemble sonar STN Atlas DBQS40 :
    - sonar remorqué TAS-3 passif basse fréquence, déployé depuis le massif
    - sonar passif FAS-3 basse fréquence monté dans les flancs
    - sonar de détection de mines MOA 3070

  - Périscopes:
    - Carl Zeiss SERO 14, avec vision infrarouge et télémétrie optique.
    - Carl Zeiss SERO 15, avec télémétrie laser.

  - Radar de navigation Kelvin Hughes Type 1007, bande I
  - Ensemble ESM EADS FL 1800U

### Architecture
Le Type 212 peut opérer par faible profondeur (20 m), en particulier grâce aux plans de poupe placés en « X ». Il peut ainsi être utilisé pour les opérations de sauvetage ou d'infiltration de commandos, en s'approchant suffisamment près de la côte.
Un élément notable de l'architecture du Type 212 est la section en coupe prismatique, et la transition douce entre la coque et le massif, améliorant la furtivité. Le sous-marin et les éléments internes sont construits avec des matériaux non magnétiques pour réduire les chances de détection par détecteur d'anomalie magnétique.

### Propulsion anaérobie
Bien que la propulsion à hydrogène ait été essayée dès la Première Guerre mondiale, le concept n'a jamais été mis en œuvre avec succès en raison du risque d'incendie et d'explosion. Sur le Type 212, ces risques sont limités en stockant le combustible dans des réservoirs hors des espaces d'équipage, entre la coque externe et la coque de pression ; seules de petites quantités de gaz sont présentes dans l'espace de l'équipage à chaque instant.

### Armement

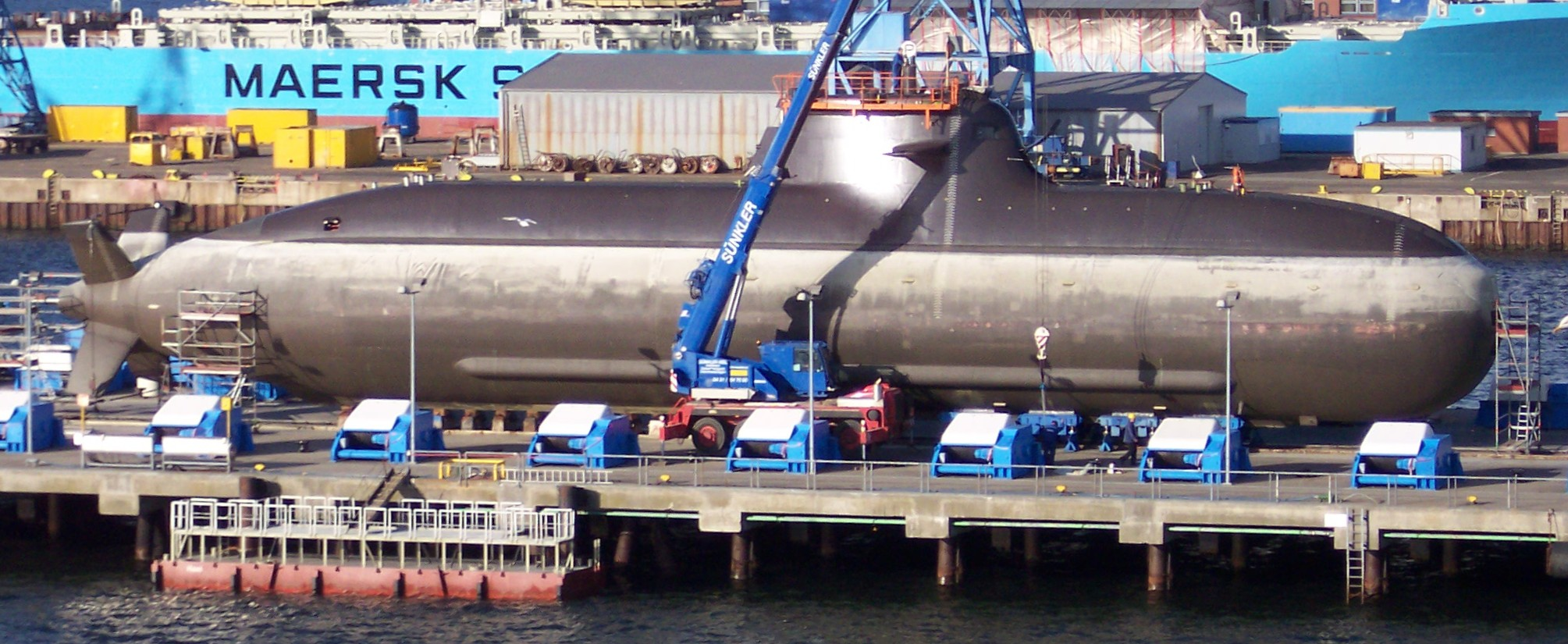
Sous-marin de type 212 dans un dock au chantier HDW de Kiel, Allemagne

Actuellement, le Type 212A peut lancer les torpilles lourdes filoguidées DM2A4 Seehecht  antinavires, ou des missiles à courte portée depuis ses six tubes lance-torpilles. Dans le futur, il pourrait lancer des missiles de croisière.
Le missile à courte portée IDAS, utilisé principalement contre les menaces aériennes, mais aussi contre les cibles navales et terrestres de petite taille, est en développement par Diehl BGT Defence, pour pouvoir être lancé des tubes lance-torpilles ; son entrée en service prévue à l'origine en 2009 a été repoussé à 2014 ou plus tard.
Un canon automatique de calibre 30 mm Mürane est utilisé en soutien des opérations de plongeurs ou pour des coups de semonce. Il est stocké dans un mât rétractile et peut être opéré sans émerger.

## Commercial

### Prospections en cours
- Canada : en 2024, la marine canadienne annonce vouloir acquérir 12 sous-marins. Les compétiteurs sont au nombre de 6, avec le 212CD/E : les Coréens avec la KSS-III Batch 2, les Espagnols avec la classe S-80, les Français avec le Shortfin Barracuda, les Japonais avec la classe Taigei et les Suédois avec le C71 Oceanic[14] ;
- Pologne : le programme Orka de la marine polonaise prévoit l'acquisition de 3 sous-marins. Outre le type 212 CD, la compétition inclut les suédois avec la classe Blekinge[15],[16], les Coréens avec la classe Dosan Ahn Changho[17], les Espagnols avec la classe S-80[18] et surtout les Français avec la classe Scorpène[19].
- Philippines : en avril 2025, TKMS et Fincantieri signent un protocole d'accord pour l'offre d'U212 NFS, dans le cadre du programme de modernisation Horizon III[20].

### Échec de vente
- Pays-Bas : en 2024, le « Blacksword Barracuda » est sélectionné contre le type 212 CD pour constituer le modèle de référence des 4 sous-marins de la classe Orka[21].

### Sources
- (en) Cet article est partiellement ou en totalité issu de l’article de Wikipédia en anglais intitulé « Type 212 submarine » (voir la liste des auteurs).